# Trundholmsvagnen

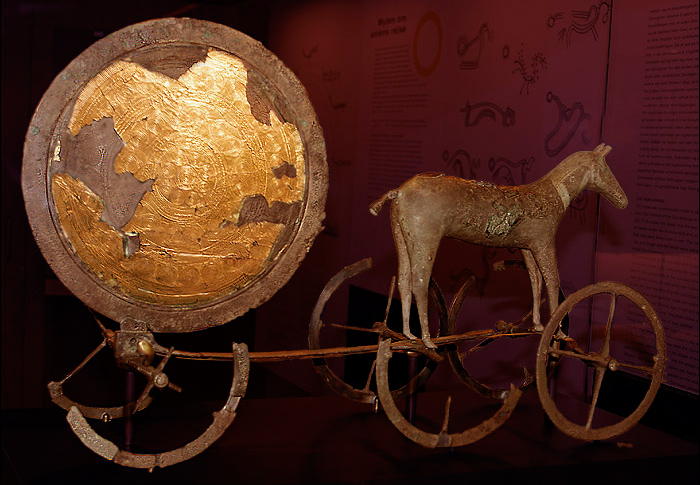
Trundholmsvagnen

Trundholmsvagnen (danska: Solvognen) påträffades den 7 september 1902 i mossen Trundholm Mose i Odsherreds kommun på Själland i Danmark. Trundholmsvagnen består av två välvda bronsplattor som hålls samman av en bronsring. Båda skivorna har ingraverade spiraler och koncentriska cirklar, den ena är dessutom guldbelagd. Detta är placerat på en vagn med sex fyrekerhjul som dras av en gjuten bronshäst. Vid hästens mun finns hål som antyder att djuret varit försett med betsel och seldon. Dateringen är osäker men ornamentiken pekar på äldre bronsålder, omkring 1400 före Kristus. Idag står vagnen i Nationalmuseet i Köpenhamn.
Fyndplatsen iordningställdes 2020 till besöksplatsen Solvognens Fundsted.